# NGC 4275
NGC 4275 je spiralna galaktika u zviježđu Berenikinoj kosi. 

## Vanjske poveznice
- (eng.) SEDS: NGC 4275
- (eng.) Revidirani Novi opći katalog
- (eng.) Izvangalaktička baza podataka NASA-e i IPAC-a
- (eng.) Astronomska baza podataka SIMBAD
- (eng.) VizieR